# Profundidade óptica (astrofísica)
A profundidade óptica em astrofísica refere-se a um nível específico de transparência. A profundidade óptica e a profundidade real, {\displaystyle \tau } e {\displaystyle z} respectivamente, podem variar amplamente dependendo da absortividade do ambiente astrofísico. Na verdade, {\displaystyle \tau } é capaz de mostrar a relação entre estas duas quantidades e pode levar a uma maior compreensão da estrutura dentro de uma estrela.
A profundidade óptica é uma medida do coeficiente de extinção ou absortividade até uma “profundidade” específica da composição de uma estrela.
{\displaystyle \tau \equiv \int _{0}^{z}\alpha dz=\sigma N.} 
A suposição aqui é que o coeficiente de extinção {\displaystyle \alpha } ou a densidade numérica da coluna {\displaystyle N} é conhecido. Geralmente, eles podem ser calculados a partir de outras equações se uma quantidade razoável de informações for conhecida sobre a composição química da estrela. A partir da definição, também fica claro que grandes profundidades ópticas correspondem a maiores taxas de obscurecimento. A profundidade óptica pode, portanto, ser considerada como a opacidade de um meio.
O coeficiente de extinção α {\displaystyle \alpha } pode ser calculado usando a equação de transferência. Na maioria dos problemas astrofísicos, isto é excepcionalmente difícil de resolver, uma vez que a resolução das equações correspondentes requer a radiação incidente, bem como a radiação que sai da estrela. Esses valores são geralmente teóricos.
Em alguns casos, a lei de Beer-Lambert pode ser útil para encontrar {\displaystyle \alpha }.
{\displaystyle \alpha =e^{4\pi \kappa /\lambda _{0}},}
onde {\displaystyle \kappa } é o índice de refração e {\displaystyle \lambda _{0}} é o comprimento de onda da luz incidente antes de ser absorvida ou espalhada. A lei de Beer-Lambert só é apropriada quando a absorção ocorre em um comprimento de onda específico, {\displaystyle \lambda _{0}}. Para uma atmosfera cinzenta, por exemplo, é mais apropriado utilizar a Aproximação de Eddington.
Portanto, {\displaystyle \tau } é simplesmente uma constante que depende da distância física do exterior de uma estrela. Para encontrar {\displaystyle \tau } em uma determinada profundidade {\displaystyle z'}, a equação acima pode ser usada com {\displaystyle \alpha } e integração a partir de {\displaystyle z=0} para {\displaystyle z=z'}.

## A aproximação de Eddington e a profundidade da fotosfera
Como é difícil definir onde termina o interior de uma estrela e começa a fotosfera, os astrofísicos geralmente confiam na Aproximação de Eddington para derivar a definição formal de {\displaystyle \tau =2/3}
Idealizada por Sir Arthur Eddington, a aproximação leva em consideração o fato de que o H–

 produz uma absorção "cinza" na atmosfera de uma estrela, ou seja, é independente de qualquer comprimento de onda específico e absorve ao longo de todo o espectro eletromagnético. Nesse caso,
{\displaystyle T^{4}={\frac {3}{4}}T_{e}^{4}\left(\tau +{\frac {2}{3}}\right),}
onde {\displaystyle T_{e}} é a temperatura efetiva naquela profundidade e {\displaystyle \tau } é a profundidade óptica.
Isto ilustra não apenas que a temperatura observável e a temperatura real variam a uma certa profundidade física de uma estrela, mas que a profundidade óptica desempenha um papel crucial na compreensão da estrutura estelar. Também serve para demonstrar que a profundidade da fotosfera de uma estrela é altamente dependente da absortividade do seu ambiente. A fotosfera se estende até um ponto onde {\displaystyle \tau } é cerca de 2/3, o que corresponde a um estado onde um fóton experimentaria, em geral, menos de 1 espalhamento antes de deixar a estrela.
A equação acima pode ser reescrita em termos de {\displaystyle \alpha } da seguinte maneira:
{\displaystyle T^{4}={\frac {3}{4}}T_{e}^{4}\left(\int _{0}^{z}(\alpha )dz+{\frac {2}{3}}\right)}
O que é útil, por exemplo, quando {\displaystyle \tau } não é conhecido, mas {\displaystyle \alpha } é.